# NeBo
NeBo är ett musikalbum från den kroatiska sångerskan Nina Badrić släppt den 30 november 2011. Albumet innehåller 14 låtar, bland annat originalversionen av "Nebo", Badrićs bidrag för Kroatien till Eurovision Song Contest 2012.

## Låtlista
| Nr  | Titel                            | Längd |
| --- | -------------------------------- | ----- |
| 1.  | Neopisivo                        | 5:02  |
| 2.  | Ljudi od ljubavi                 | 4:04  |
| 3.  | Sve je u redu                    | 5:51  |
| 4.  | Nebo                             | 4:02  |
| 5.  | Sanjam da smo skupa mi           | 4:22  |
| 6.  | Na zidu plača                    | 4:23  |
| 7.  | Sve mi pamti                     | 4:16  |
| 8.  | Moje oči pune ljubavi            | 5:14  |
| 9.  | Dat će nam Bog                   | 3:46  |
| 10. | Pokazat ću ti kako da se vratiš  | 3:44  |
| 11. | Velika ljubav                    | 5:50  |
| 12. | Prospi riječ (med Massimo Savić) | 4:08  |
| 13. | Znam te ja                       | 4:52  |
| 14. | Mama                             | 4:19  |